# Newsな未来
「Newsな未来」（ニュースなみらい）は、CoCoの6枚目のシングル。1991年4月10日にポニーキャニオンから発売された。

## 解説
- この頃に生じた湾岸戦争、ベルリンの壁崩壊等の世界情勢について匂わせるような歌詞となっている。作詞の及川眠子らも実際にそのようなオーダーだったと語るが、オリコン誌面で「アイドルにこんなことを歌わせるな」と批判されたという[1]。

## 収録曲
（全作詞：及川眠子）
1. Newsな未来 [4:02]
作曲・編曲：羽田一郎
2. 幸せかもね [3:40]
作曲：尾関昌也／編曲：船山基紀